# Заглина
Заглина — частина села Монастирок Львівського району Львівської області. Відоме чудотворним джерелом, де, за легендою, у XVII столітті об'явилася Матір Божа. Є місцем паломництва.

## Географія
Заглина — присілок села Монастирок, розташована на Монастирській горі. Урочище оточує мішаний ліс із переважаючими листяними деревами.

## Історія
За свідченнями архівних документів, у XV–XVI століттях тут був монастир отців Василіян. Ченці тут переховувалися від нападів татар.
За переказом, під час одного з нападів, татари зруйнували монастир, і вижити вдалося лише одному монаху. Він поселився окремо в урочищі біля села. Через самотній спосіб життя його прозвали самцем. Згодом і місцевість, де він мешкав теж назвали Самцем. Сюди почали тікати люди з навколишніх сіл перед нападами ворогів. Тут вони спільно молилися і просили Господа захоронити їх від небезпеки.
Легенда оповідає:
| у XVII столітті біля села гралися пастушки. Серед них була дівчинка Маруся, якій одного разу під час молитви з'явилася Діва Марія. Маруся розповіла односельчанам і священику про те, що їй з'явилася Пречиста Діва і повела їх на місце появи. Але не всі повірили. Були і такі, що сміялися з неї та глузували. Дитина плакала. Але раптом підвела очі вгору і знову побачила свою небесну гостю. Маруся сказали: „Вона тут, я її бачу“. За проханням Богоматері дівчинка підійшла до гори і рукою розгорнула землю. Сталося чудо: з-під землі почало бити джерело. З того часу і донині місцеві жителі джерело називають „Марусею“ |
У 1872 році єпископ Перемиський Іван Ступницький надав джерелу у Заглині статус відпустового місця і 13 вересня тут щорічно святкують празник Положення пояса Пречистої Діви Марії.